# Nuclear Assault

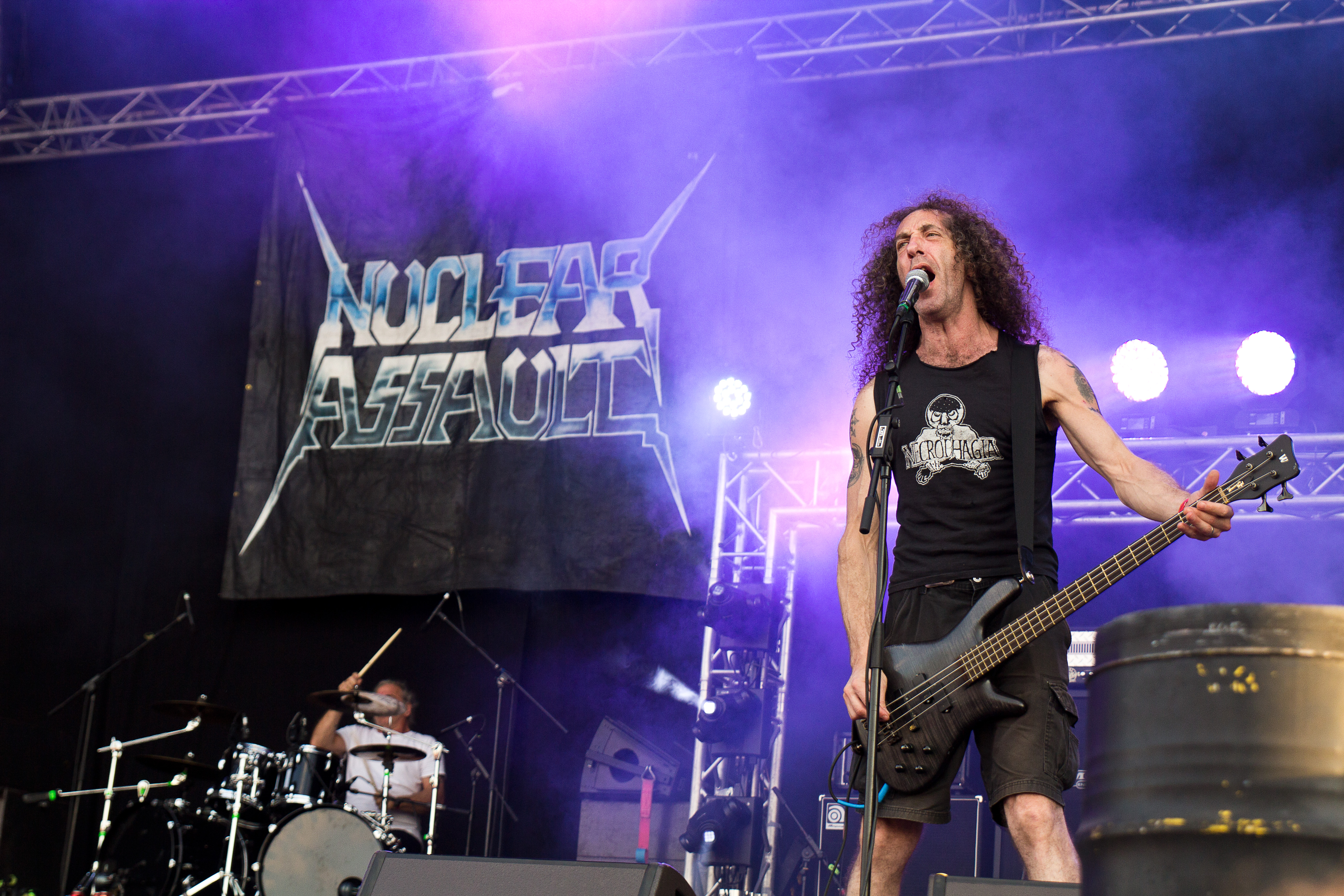

Nuclear Assault (з англ. ядерна атака) — американський треш-метал гурт із Нью-Йорку, заснований Деном Лілкером у 1984 році. Після тимчасового розпаду у 1995 році, короткотривалого повернення на сцену у 1997, гурт остаточно возз'єднався у 2002 році і продовжує діяльність до цього часу.
На рахунку команди 6 студійних альбомів, останній із яких Third World Genocide (2005). Найуспішнішими альбомами гурту є Survive (1988) і Handle with Care (1989), які зайняли відповідно 145 і 126 позиції у чарті Billboard 200.

## Історія

### Ранній період (1984—1985)
Після виходу дебютного альбому Fistful of Metal групи Anthrax, басист Ден Лілкер, один із її засновників, був звільнений з групи. Він вирішує писати ще більш агресивну музику і разом із Джоном Коннеллі (який також грав у Anthrax раннього періоду) формує Nuclear Assault. До них приєдналися гітарист Майк Богуш та ударник Скот Дюбойс (Later of Cities, Cycle Sluts From Hell та Warrior Soul). Згодом, вони записують першу демо, до якої ввійшли пісні «Stranded in Hell», «The Plague», і «Hang the Pope».
Дебютний виступ групи відбувся наприкінці 1984 року, в «Union Jack» у районі Саут-Рівер, Нью-Джерсі. Далі склад групи змінюється, замість Майка Богуша до колективу приєднався гітарист Ентоні Браманте, а у квітні 1985 гурт покидає барабанщик Скот Дюбойс, на місце якого був запрошений Глен Еванс, колишній учасник T.T. Quick.

### Перших три альбоми та дорога до слави (1986—1990)
Після запису другого демо під назвою Live Suffer Die, група починає гастролювати по США. Гурт підписав контракт з Combat Records та після запису першого альбому Game Over (1986) вирушає у тур Європою. Згодом, групу перестали влаштовувати умови контракту з Combat Records, і другий альбом Survive (1988) був записаний з I.R.S. Records. Цей альбом зайняв 145 позицію у рейтингу US Billboard 200 і Nuclear Assault вирушили у світове турне Америкою та Європою. Наступний альбом Handle with Care (1989) став найбільш комерційно успішним для групи. Він зайняв 126 позицію у рейтингу US Billboard 200 та 60 позицію у рейтингу UK Albums Chart. Після цього починаються гастролі Америкою, також відбулася перша подорож до Японії. Nuclear Assault випускають свій перший концертний альбом Live at the Hammersmith Odeon (1990), після чого в групі назрівають внутрішні конфлікти.

### Наступні два альбоми, від'їзд Лілкера та розпад (1991—1996)
Відносини у групі ставали все більш напруженими. Запис альбому Out of Order відбувався доволі проблематично. Основний автор пісень Джон Коннеллі більшість часу був відсутній. Він записав вокал лише для п'яти пісень, і гітару — для одної (Quocustodiat), змусивши Еванса та Лілкера більшу частину роботи виконувати самостійно. Після виходу Out of Order Лілкер йде, аби створити новий колектив Brutal Truth у 1990. Згодом, на його місце прийшов Скот Метаксас. 1993 року було випущено ще один альбом під назвою Something Wicked. Після цього, замість гітариста Ентоні Браманте приходить Дейв ДіПіетро. Колектив вирушає у європейське турне, після якого, у 1995 році, розпадається.

### Возз'єднання (1997— наш час)
Nuclear Assault возз'єдналися для одного концерту у 1997 році, перед тим як розпастися знову. В наступному році було ще два шоу з Еріком Пауеном на бас-гітарі. Остаточне возз'єднання відбулося у 2002 році задля запису концертного альбому Alive Again.
У 2005 році виходить новий студійний альбом Third World Genocide, після чого починається активна концертна діяльність Європою та Латинською Америкою.
5 листопада 2013 року було анонсовано, що група працює над новим альбомом, який повинен був вийти у 2015 році. 1 червня 2015 року було випущено міні-альбом Pounder, після чого гурт вирушив у турне «Final Assault» для підтримки EP.

## Учасники
| Поточні учасники - Ден Лілкер — Бас-гітара (1984—1992, 1997—1998, 2001–дотепер) - Джон Коннелі — вокал, ритм-гітара, соло-гітара (1984—1995, 1997—1998, 2001–дотепер) - Глен Еванс — ударні (1984—1995, 1997—1998, 2001–дотепер) - Ерік Бюрке — ритм-гітара, соло-гітара (2002—2005, 2013–дотепер) | Колишні учасники - Скот Дюбойс — ударні (1984) - Майк Богуш — соло-гітара (1984) - Ентоні Браманте — соло-гітара (1984—1991, 2001—2002) - Дейв ДіПіетро — соло-гітара (1993—1995) - Скот Метаксас — бас-гітара (1993—1995) - Скот Хернігтон — соло-гітара (2005—2008, 2011—2013) Концертні музиканти - Ерік Пауен — бас-гітара (1998) |

## Дискографія

### Студійні альбоми
- 1986: Game Over
- 1988: Survive
- 1989: Handle with Care
- 1991: Out of Order
- 1993: Something Wicked
- 2005: Third World Genocide

### Міні-альбоми
- 1986: Brain Death
- 1987: The Plague
- 1988: Good Times, Bad Times
- 1988: Fight to be Free (Сингл)
- 2015: Pounder

### Концертні альбоми
- 1992: Live at the Hammersmith Odeon
- 2003: Alive Again

### Збірники
- 1997: Assault & Battery

### Демо
- 1984: Nuclear Assault demo
- 1985: Live, Suffer, Die

### VHS/DVD
- 1990: Handle With Care NA (VHS)
- 1991: Radiation Sickness (VHS, перевидано на DVD в 2007)
- 2006: Louder Harder Faster DVD

### Музичні відеокліпи
- Brainwashed (1988)
- Critical Mass (1989)
- Trail of Tears (1989)
- Something Wicked (1993)
- Behind Glass Walls (1993)
- Price of Freedom (2005)
- Long Haired Asshole (2005)